# 蘭布勒港
66°28′S 66°27′W / 66.467°S 66.450°W
蘭布勒港（Rambler Harbour），是南極洲的海港，位於葛拉漢地的葛拉漢海岸，處於布拉格群島的蘭布勒島北岸，該海港現時由南極條約體系管理。